# مارسيو أموروسو
مارسيو أموروزو دوس سانتوس (بالبرتغالية: Amoroso‏) المعروف ب«أموروزو» من مواليد5 يوليو 1974 في برازيليا، بدأ مسيرته الكروية مع نادي غوراني في عام 1992 وفي يوليو 1992 أعير إلى نادي فيردي كاواساكي الياباني، وعاد إلى نادي غوراني بعد سنتين، وفي عام 1996 انتقل إلى نادي فلامنغو، ولكنه انتقل بعد فترة قصيرة إلى نادي أودونيزي، وقد لعب مع المهاجم الألماني أوليفر بيرهوف، وعندما انتقل بيرهوف إلى إيه سي ميلان، اعتقد الكثير من الناس أن أودونيزي لن يستطيع أن يعيد إنجازات الفريق في زمن بيرهوف، ولكن في الموسم التالي أستطاع أموروزو أن يصبح هداف الدوري الإيطالي، مما أدى إلى انتقال إلى نادي بارما، ولكنه لم يستطع أن يقدم أداء عالي مع بارما، لذا انتقل في عام 2001 إلى بروسيا دورتموند.
و في موسم 2004/2005 انتقل أموروزو إلى نادي ملقا الإسباني، ولكنه لم ينجح مع النادي، فعاد إلى البرازيل وبالتحديد إلى نادي ساو باولو، وساعدهم على الفوز بكأس العالم للأندية، وفي يناير 2006 انتقل إلى نادي إيه سي ميلان، ليصبح بديلا للمهاجم الإيطالي المنتقل إلى نادي موناكو الفرنسي كريستيان فييري، وفي 31 أغسطس 2006 انتقل أموروزو إلى نادي كورنثيانز البرازيلي.

## روابط خارجية
- مارسيو أموروسو على موقع الاتحاد الدولي (مؤرشف)  (الإنجليزية)
- مارسيو أموروسو على موقع قاعدة بيانات كرة القدم.إي يو (الإنجليزية)
- مارسيو أموروسو على موقع بيانات كرة القدم. دي إي (الألمانية)
- مارسيو أموروسو على موقع ليكيب (الفرنسية)
- مارسيو أموروسو على موقع ناشيونال فوتبول تيمز (الإنجليزية)
- مارسيو أموروسو على موقع Soccerway.com (الإنجليزية)
- مارسيو أموروسو على موقع عالم كرة القدم.نت (الإنجليزية)